# سليم هروي
سليم هروي (مواليد 19 مارس 1999 في الجزائر العاصمة) مبارز جزائري. تنافس في الألعاب الأولمبية الصيفية 2020 في حدث فويل للرجال [الإنجليزية]. احتل المركز 35 من بين 64 بعد خسارته أمام  فلاديسلاف ميلنيكوف ‏ (تايوان) من روسيا بنتيجة 6–15

## المسيرة الرياضية
سليم هروي صاحب الميدالية البرونزية في بطولة المبارزة الأفريقية في القاهرة 2015، والألعاب الأفريقية 2015 في برازافيل، والبطولة الأفريقية للمبارزة 2016 في الجزائر العاصمة، والبطولة الأفريقية للمبارزة 2018 في تونس وكذلك في بطولة 2019 الأفريقية للمبارزة في باماكو.. في أبريل 2021، فاز ببطولة التصفيات الأولمبية الأفريقية في القاهرة، وبذلك حصل على التأهل لأولمبياد طوكيو.

## روابط خارجية
- سليم هروي على موقع الاتحاد الدولي للمبارزة (الإنجليزية)
- سليم هروي على موقع اللجنة الأولمبية الدولية (الإنجليزية)
- سليم هروي على موقع أوليمبيديا (الإنجليزية)